# Paspalum longum
Paspalum longum är en gräsart som beskrevs av Mary Agnes Chase. Paspalum longum ingår i släktet tvillinghirser, och familjen gräs. Inga underarter finns listade i Catalogue of Life.